# Vasile Popa
Vasile Popa (1948) è un ex cestista e allenatore di pallacanestro rumeno.

## Carriera
Con la Romania disputò quattro edizioni dei Campionati europei (1969, 1971, 1973, 1975).